# Conde de Arganil
Conde de Arganil é um título nobiliárquico português associado ao cargo eclesiástico de bispo de Coimbra. Por essa razão, os seus detentores sempre foram designados desde a sua concessão Bispos-Condes.
O título de conde de Arganil foi instituído por Carta de 25 de Setembro de 1472 do Rei D. Afonso V em favor do antigo 20.º Dom Prior-Mor do Mosteiro de Santa Cruz de Coimbra e 36.º Bispo de Coimbra, D. João Galvão, como recompensa pela sua participação na conquista de Arzila e Tânger. Este 1.º conde de Arganil, numa provisão datada de 25 de Novembro de 1471, assinou como conde de Santa Comba, o que faz supor que já anteriormente tivesse tido a concessão desse título e a Carta de 25 de Setembro de 1472 apenas fosse a mudança dele, apesar de, até à data, não se ter encontrado nas chancelarias prova concludente dessa mesma concessão. Afonso Álvares Nogueira, que traslada a carta de concessão deste título, acrescenta: E ainda ~q dantes disto alg~us prelados desta see se chamaraõ Condes de santa Comba era por .m. particular dos Reis mas naõ de jure Como agora se chamaõ Condes de Arganil.
A partir de então, todos os seus sucessores na catedral conimbricense usaram esse título nobiliárquico, sendo conhecidos e designados, abreviadamente, por "bispos-condes".

## Condes de Arganil (1472)

### Titulares
1. D. João (VI) Galvão (1460-1481)
2. D. Jorge (II) de Almeida (1481-1543)
3. D. Frei João (VII) Soares[5] (1545-1572)
4. D. Frei Manuel (I) de Meneses (1573-1578)
5. D. Frei Gaspar do Casal (1579-1584)
6. D. Afonso (III) de Castelo-Branco (1585-1615)
7. D. Afonso (IV) Furtado de Mendonça (1616-1618)
8. D. Martim Afonso Mexia (1619-1623)
9. D. João (VIII) Manuel (1625-1633)
10. D. Jorge (III) de Melo (1636-1638)
11. D. Joane Mendes de Távora (1638-1646])
12. D. Manuel de Noronha (1670-1671)
13. D. Frei Álvaro (II) de São Boaventura (1672-1683)
14. D. João (IX) de Melo (1684-1704)
15. D. António (I) Vasconcelos e Sousa (1706-1716)
16. D. Miguel (II) da Anunciação (1740-1779)
17. D. Francisco (I) de Lemos de Faria Pereira Coutinho (1779-1822)
18. D. Frei Francisco (II) de São Luís Saraiva (1822-1824)
19. D. Frei Joaquim de Nossa Senhora da Nazaré (1824-1851)
20. D. Manuel (II) Bento Rodrigues da Silva (1851-1858)
21. D. José Manuel de Lemos (1858-1870)
22. D. Manuel (III) Correia de Bastos Pina (1872-1913)
23. D. Manuel Luís Coelho da Silva (1913-1936)
24. D. António Antunes (1936-1948)
25. D. Ernesto Sena de Oliveira (1948-1967)
26. D. Francisco Fernandes Rendeiro (1967-1971)
27. D. João António da Silva Saraiva (1971-1976)
28. D. João Alves (1976-2001)
29. D. Albino Mamede Cleto (2001-2011)
30. D. Virgílio do Nascimento Antunes (2011-presente)

### Armas
Os bispos de Coimbra — condes de Arganil assumem um brasão de armas que, muitas vezes, está fora das leis da Heráldica, por serem armas de fé. O que é constante é a forma do escudo: oval, encimado pela coroa de Conde; por timbre, uma cruz, por trás do escudo; aos lados da coroa, aparece uma mitra, à destra, e um báculo, à sinistra, com a volta aberta para baixo. Por sobre o timbre, um chapéu semi-cardinalício, preto, forrado de verde e tendo dez borlas por lado, pendentes de dois cordões, tudo de seda verde misturada com fios de ouro. Deve notar-se que o número de borlas é igual ao que é usado pelos Arcebispos de Braga e de Évora e difere destes somente na cor do chapéu.